# Google Kontakte
Google Kontakte ist ein Onlinedienst zur Kontakteverwaltung des US-amerikanischen Unternehmens Google. Der Dienst ist sowohl als eigenständige Webanwendung als auch als App für Android-Geräte und WearOS verfügbar.
Google Kontakte kann mit mobilen Plattformen (darunter iOS) als auch mit nativen Computerprogrammen wie Microsoft Outlook synchronisiert werden.

## Merkmale
- Regelmäßiges Backup der Kontakte im Google-Konto[1]
- Zugriff auf die Kontakte von mehreren Geräten aus[1]
- Doppelte Kontakte zusammenführen[1]
- Kontakte nach Konten trennen (z. B. beruflich, privat)[1]
- Tastenkombination zum vereinfachten Umgang[2]